# Rondeelteich

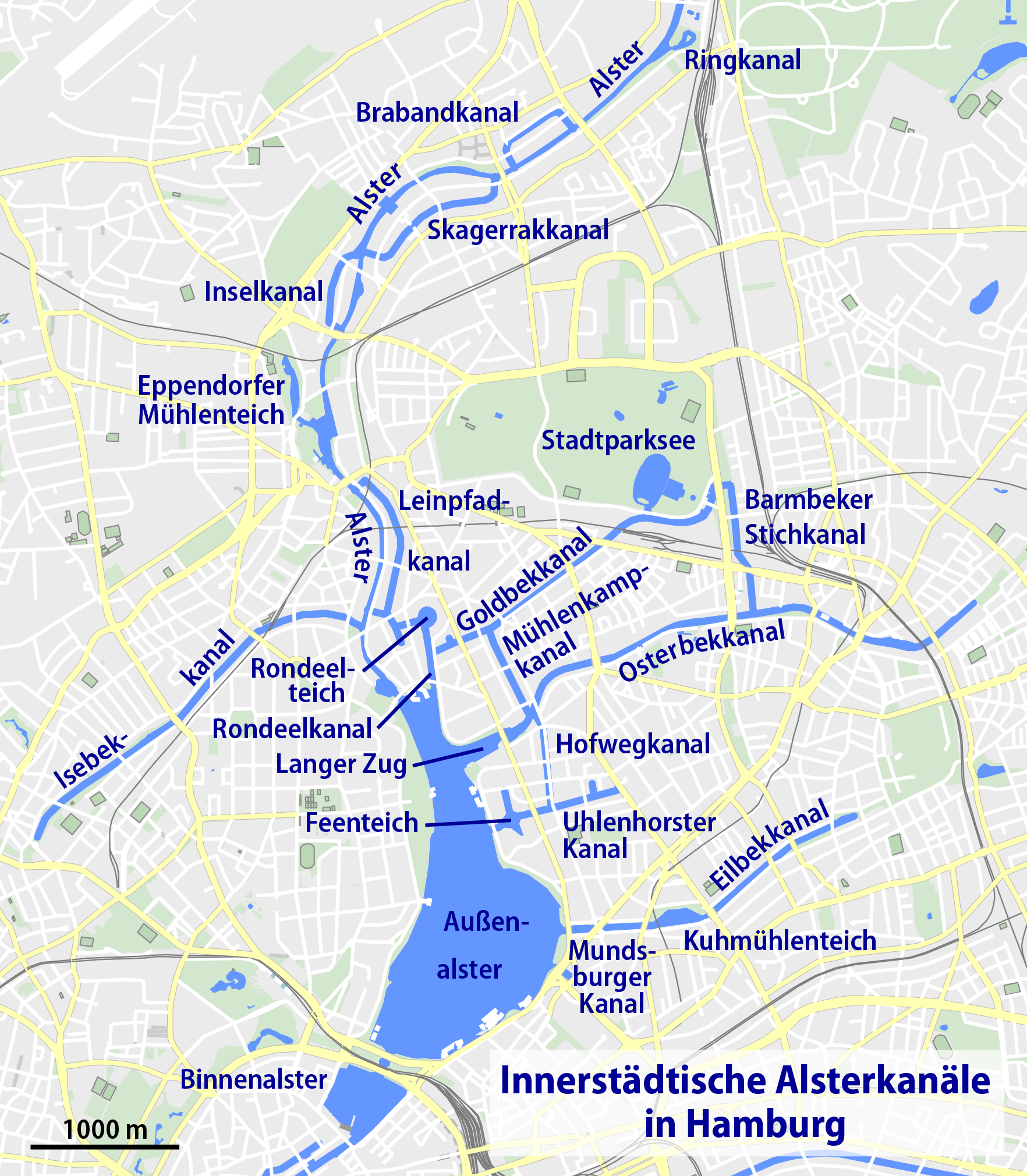
Innerstädtische Kanäle von Hamburg mit dem Rondeelteich nördlich der Außenalster

Der  Rondeelteich ist ein runder Teich in Hamburg-Winterhude. Er hat einen Durchmesser von 140 Metern. Im Westen endet der Leinpfadkanal, im Süden führt der Rondeelkanal mit dem Goldbekkanal als Abzweig zum rund 400 Meter entfernten Nordende der Außenalster.
Im Zuge der Erschließung des Gebiets um Winterhude durch Adolph Sierich (1826–1889) in den 1860er-Jahren entstand der Rondeelteich zusammen mit dem Rondeelkanal, dem Leinpfadkanal, dem Mühlenkampkanal und einem Teil des Goldbekkanals.
An den Teich grenzen Privatgrundstücke mit Stadtvillen der Blumenstraße im Westen, der Maria-Louisen-Straße im Nordwesten und der Straße Rondeel von Nordosten bis Südosten. Ein öffentlicher Zugang ist daher nur vom Wasser aus möglich. Besonders am Wochenende sind auf dem Teich viele Ruder- und Paddelboote unterwegs. Der Rondeelteich wird auch von den Alsterdampfern der ATG Alster-Touristik GmbH auf ihren Kanalfahrten regelmäßig angefahren.